# Garatszájpadizom

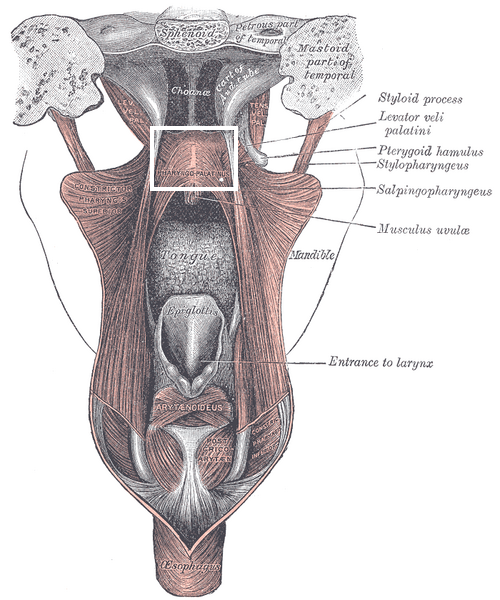
A szájpad és garat izmai (a téglalap jelöli az izmot)

A garatszájpadizom (latinul musculus palatopharyngeus) egy izom az ember szájpadjánál.

## Eredés, tapadás, elhelyezkedés
A lágy szájpadról ered. A pajzsmirigy porc hátulsó részén tapad.

## Funkció
Emeli a gégét és a garatot.

## Beidegzés, vérellátás
A nervus accessorius és a nervus vagus idegzi be. Az arteria facialis rami tonsillaris arteriae facialis névű ága és az arteria pharyngealis ascendens rami pharyngeales arteriae pharyngeae ascendentis nevű ága látja el vérrel.